# Mensalgut
Das Mensalgut (lateinisch mensalis ‚zum Tisch gehörig‘) ist ein zweckgewidmetes Vermögen der römisch-katholischen Kirche, das der Amtsausübung eines Bischofs (mensa episcopalis) oder Domkapitels (mensa capitularis) dient. Die Aussonderung dieses auch als Tafelgut bezeichneten Besitzes geht auf das
9. Jahrhundert zurück. Es ist entsprechend der aktuellen Darstellung der Kirche kein Privatvermögen des jeweils amtierenden Bischofs, und dieser hat als Beratungs- und Kontrollorgan einen „Vermögensverwaltungsrat“ an seiner Seite, der vom Kirchenrecht vorgeschrieben ist.

## Beispiel Österreich

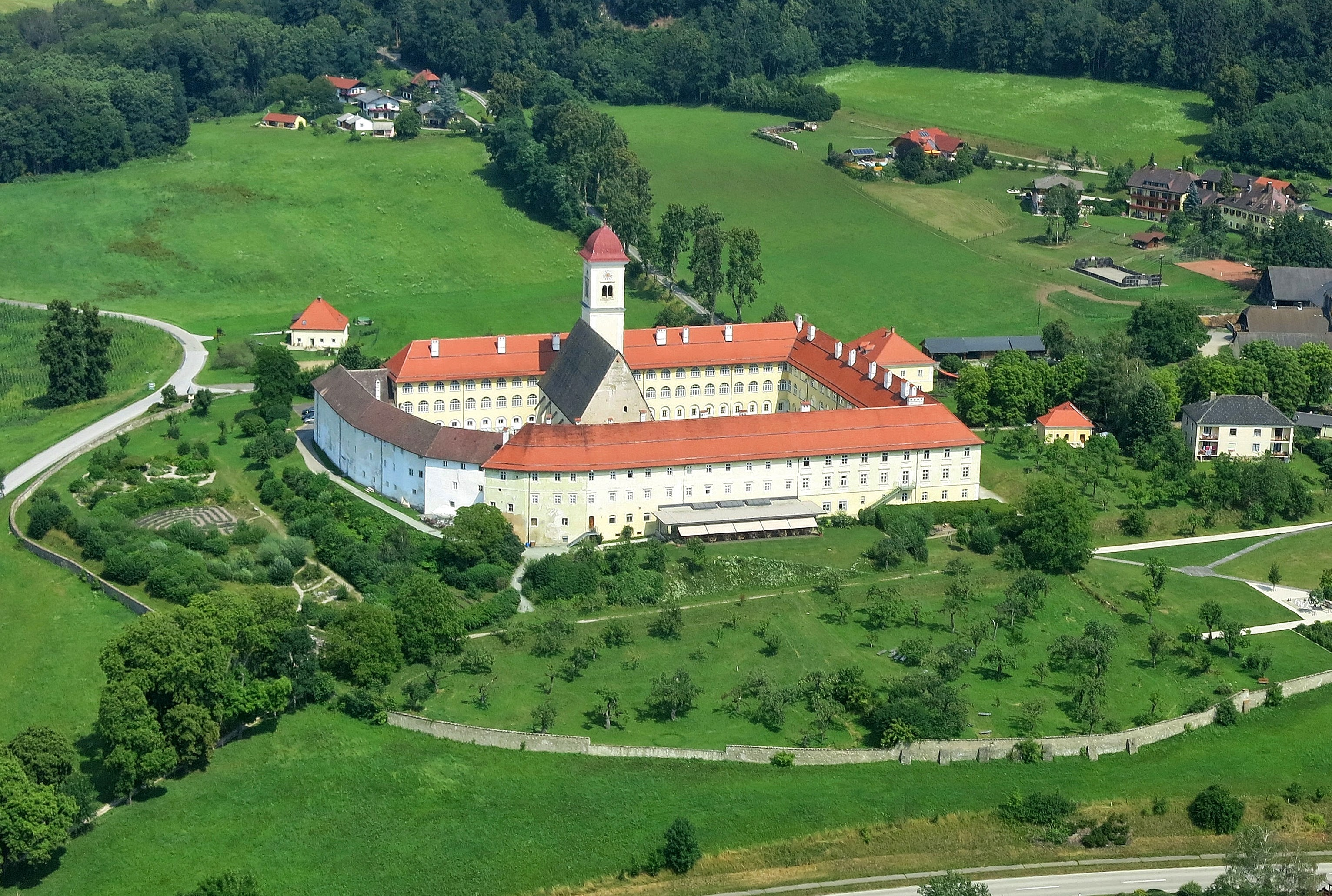
Stift St. Georgen

Laut der Initiative gegen Kirchenprivilegien soll die Diözese Gurk-Klagenfurt das österreichweit größte Vermögen an Mensalgütern zu verwalten haben. Zu den Mensalgütern der Diözese gehören Forstbetriebe mit Jagd und Fischereirechten wie das Stift St. Georgen am Längsee und Schlösser wie die Straßburg oder die bischöfliche Residenz in Klagenfurt. Die Initiative gegen Kirchenprivilegien schätzte im Jahr 2014 das Mensal-Vermögen in Kärnten auf 175 Millionen Euro. Auf das Bistum Gurk folgten die Erzdiözese Wien mit einem Vermögen von 152 Millionen Euro und die Diözese Linz mit 32 Millionen Euro, so die Initiative.